# Le Puiset
Le Puiset ist eine Ortschaft und eine ehemalige französische Gemeinde mit 387 Einwohnern (Stand: 1. Januar 2022) im Département Eure-et-Loir in der Region Centre-Val de Loire. Sie gehörte zum Arrondissement Chartres und zum Kanton Voves.
Mit Wirkung vom 1. Januar 2019 wurden die früher selbstständigen Gemeinden Janville, Allaines-Mervilliers und Le Puiset zur Commune nouvelle Janville-en-Beauce zusammengeschlossen und haben in der neuen Gemeinde den Status einer Commune déléguée. Der Verwaltungssitz befindet sich im Ort Janville.

## Geschichte
Im 11. Jahrhundert war Le Puiset innerhalb der Domaine royal eine wichtige Herrschaft. Die Herren von Le Puiset dominierten die Beauce und kämpften mit dem Bischof von Chartres und den Kapetingern um die lokale Vorherrschaft.

## Bevölkerungsentwicklung
- 1962: 375
- 1968: 398
- 1975: 367
- 1982: 377
- 1990: 365
- 1999: 371
- 2017: 425

## Sehenswürdigkeiten

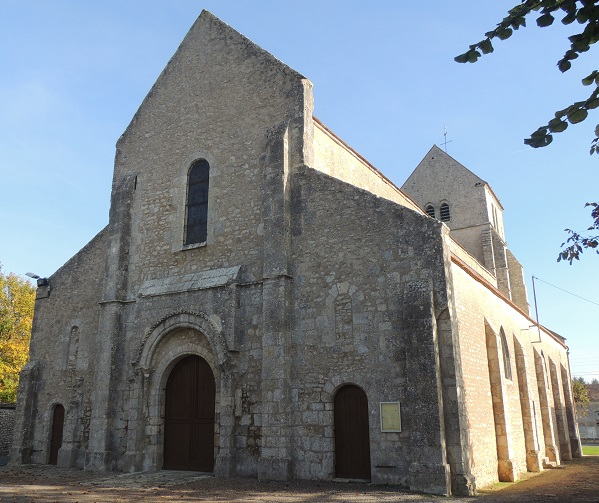
Kirche Saint-Étienne et Sainte-Madeleine
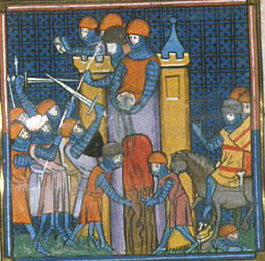
Bild „Die Belagerung der Burg Le Puiset“, 14. Jahrhundert